# Raymund Anton von Strasoldo
Raymund Anton von Strasoldo (né le 29 avril 1718 à Graz, mort le 13 janvier 1781 à Eichstätt) est prince-évêque d'Eichstätt de 1757 à sa mort.

## Biographie
Ses parents sont Johann Joseph comte von Strasoldo (1680–1767), de la noblesse de la marche de Frioul, Kämmerer, et Anna Cäcilia comtesse von Gera zu Graz (1690–1746). Enfant, la mère le destine au clergé. Dès sa plus tendre jeunesse, il est formé à la cour impériale de Vienne.
En 1734, il devient chanoine d'Eichstätt et va étudier la théologie au Collegium Germanicum de Rome. Il est ordonné prêtre du diocèse de Lavant (de) le 11 juin 1741. Après son retour à Eichstätt en 1751, il devient doyen de la cathédrale ; en tant que tel, il se rend impopulaire en interdisant aux jeunes clercs d'aller dans les auberges et en ne permettant aux chanoines de fréquenter que le Herrentrinkstube (aujourd'hui paroisse de la cathédrale sur la P.-Philipp-Jeningen-Platz).
À 39 ans, il est élu prince-évêque d'Eichstätt par le chapitre de la cathédrale d'Eichstätt le 5 juillet 1757, au sixième tour de scrutin. Au milieu de la guerre de Sept Ans entre l'Autriche et la Prusse, cette élection est un signe qu'Eichstätt, comme auparavant, est complètement du côté autrichien. Le prince-évêque doit recruter des soldats contre beaucoup d'argent pour l'armée impériale, vaincue lors de la bataille de Rossbach en novembre 1761.
Le prince-évêque jouit de la profonde vénération de ses paroissiens en raison de sa générosité. Lorsque le prix du grain a fortement augmenté en 1771 en raison de mauvaises récoltes et de la famine, il fait venir du grain de Hollande, d'Italie et de Saxe et le vend à la moitié du prix. À la suite d'une épidémie l'année suivante, pendant deux ans, le prince fait donner aux pauvres le grain qui est encore en stock et les médicaments sont distribués gratuitement.
Le prince Strasoldo est un important constructeur rococo pour l'évêché. À Beilngries, de 1760 à 1764, il fait transformer le château de Hirschberg en un pavillon de chasse princier à trois ailes et une route princière de trois kilomètres et demi menant au château par l'architecte de sa cour, Maurizio Pedetti (it). Il en fait sa résidence. En 1764, il fait construire dix routes à travers la principauté épiscopale, un total de 111 kilomètres avec une sous-structure en pierre et flanquée d'allées d'arbres. À Eichstätt, sous son épiscopat en 1758, l'orphelinat est construit et la fontaine Sainte-Marie (de) entre 1777 et 1780. L'intérieur rococo du deuxième étage de la résidence, la galerie des glaces en 1768 en tant que salle d'audience et salle de bal et les pièces attenantes ornées de papier peint en soie, ainsi que l'installation de l'escalier représentatif sont l'initiative de Raymund Anton von Strasoldo. Il fait également construire le jardin de la résidence, en particulier le pavillon central, reconstruit par Pedetti.
En tant qu'évêque, il publie un édit pour les candidats à la prêtrise en 1759 et un manuel pour les prêtres en 1768, une Instructio pastoralis, qui est ensuite republié en 1854, 1871, 1877 et 1902. Cependant, il n'écrit pas lui-même l’Instructio, mais en confie la rédaction à Augustin Kraus, jésuite et professeur de théologie morale au Collegium Willibaldinum. Les visites aux bureaux du doyen à Eichstätt, Greding, Kipfenberg, Beilngries, Berching, Ellingen, Spalt, Ornbau et Bergen, qui sont effectuées par Georg Richard Schildknecht au nom du prince-évêque, servent aussi à éliminer les abus.
Au tournant des Lumières, le prince Strasoldo aime aussi les sciences. Il fait construire une salle d'instruments physiques à Eichstätt en 1776 dans le Collegium Willibaldinum dirigé par des jésuites. Le prince-évêque aime beaucoup les jésuites, qui dirigent le collège jusqu'à ce que l'ordre soit interdit en 1773 ; il réussit cependant à conserver ces hommes comme professeurs au Collegium Willibaldinum. Pour son soutien aux jésuites, le comte von Strasoldo est ridiculisé par les Illuminés de Bavière auxquels appartiennent certains de ses chanoines. Il soutient le Studium generale des dominicains d'Eichstätt (de), alors que ses relations avec l'université d'Ingolstadt, dont il est chancelier, sont distantes.
Il refuse la dignité de cardinal qui lui est offerte à plusieurs reprises, probablement pour pouvoir rester à Eichstätt.
En proie à la goutte et à une maladie du foie, il est enterré dans la cathédrale le 30 janvier 1781. Pedetti crée son monument funéraire dans la zone sud de la cathédrale dans le style du néo-classicisme.